# Комшије (ТВ серија)
Комшије је српска хумористичка телевизијска серија чије је премијерно приказивање почело 25. октобра 2015. године на РТС 1. Режирао ју је Милан Караџић, а сценарио је написала Мила Машовић.

## Синопсис
У центру приче је брачни пар Здравковић, виолиниста Иван (41), члан симфонијског оркестра у Београду, миран и рафиниран човек и његова супруга Милица (41), сликарка и поборник здравог живота. Они су одлучили да продају стан у Београду, побегну од велеграда и преселе се у кућу на селу, у потрази за мирнијом средином са огромном жељом да коначно постану родитељи. Први комшија им је Машан (58), аутопревозник, прегласан Црногорац, на привременом-целоживотном раду у Србији, кога је жена одавно напустила. Машан има ћерку, Анчи (25), дивљу и луцкасту девојку, која силно жели да постане манекенка, или каква естрадна личност. Са друге стране, поред куће Здравковића, живи сиромашан комшија Сима (40) који има троје малолетне деце и жену Наду, стамену домаћицу, стуб њихове фамилије. Оставши без посла, Сима се вратио да живи на селу. Иако једва прехрањује породицу, особа је веселе и мирне нарави. Преплитање догађаја у животима тих трију породица чине основне заплете у епизодама ове комедије.

## Улоге

### Главне
| Лик                     | Глумац               | Сезоне   | Сезоне   | Сезоне   | Сезоне   |
| Лик                     | Глумац               | 1        | 2        | 3        | 4        |
| ----------------------- | -------------------- | -------- | -------- | -------- | -------- |
| Иван Здравковић         | Небојша Илић         | Главни   | Главни   | Главни   | Главни   |
| Милица Здравковић       | Милица Михајловић    | Главни   | Главни   | Главни   | Главни   |
| Машан Черовић           | Милутин Мима Караџић | Главни   | Главни   | Главни   | Главни   |
| Анђелија „Анчи” Черовић | Ања Мит              | Главни   | Главни   | Главни   | Главни   |
| Сима Јовановић          | Милош Самолов        | Главни   | Главни   | Главни   | Главни   |
| Нада Јовановић          | Наташа Марковић      | Главни   | Главни   | Главни   | Главни   |
| Бранислава Здравковић   | Милена Дравић        | Главни   | Епизодни |          | Епизодни |
| Миланче                 | Урош Јовчић          | Епизодни | Главни   | Епизодни | Епизодни |
| Јела Бунош              | Оливера Бацић        | Епизодни | Епизодни | Главни   | Главни   |

### Епизодне
- Милена Дракулић као Ружа Јовановић (Надина и Симина ћерка)
- Немања Лукић као Стефан Јовановић (Надин и Симин старији син)
- Страхиња Азарић као Урош Јовановић (Надин и Симин млађи син)
- Маја Шаренац као Јасмина Бунош (власница локалне кафане и Јелина мајка)
- Немања Оливерић као Миле (локални поштар и Јасминин вереник)
- Христина Поповић као Гордана „Гоца” Грга (Миличина другарица која живи код њих, има дете са Милетом)
- Петар Бенчина као Чомбе Шапић (Анчин менаџер и бивши дечко)
- Владимир Керкез као Радиша Шапић „Шапа” (Чомбетов старији брат, раније директор телевизије “Суперстар” и власник стриптиз бара)
- Лако Николић као Срђан (Миличин галериста)
- Милорад Мандић као Корнелије (Иванов колега и сарадник)
- Наташа Јањић као Морена (Браниславина пријатељица из Лондона и туристички водич)
- Жарко Степанов као Петар
- Слободан Бода Нинковић као Миодраг „Мика Нос” (Браниславин познаник и преварант, лажни доктор примаријус)
- Андреа Мугоша као Видосава Черовић (Машанова синовица)
- Андрија Кузмановић као Лаза (Видосавин муж)
- Танасије Узуновић као Старац Сава (локални старац умешан у историју сељана)
- Бојан Стојчетовић као Средоје (локални мајстор)
- Сања Радиновић као Тања (Шапина сарадница)
- Дејан Степић као Џиги (Надин добављач робе)
- Милица Мајкић као Мара (Анчина другарица, заљубљена у Чомбета, менаџерка хотела)
- Кристина Вукас као Кристина Караман (нова певачица “Суперстара”, Анчина супарница)
- Дејан Луткић као Психијатар Стојан (психијатар којег је Бранислава ангажовала да разведе Ивана и Милицу)
- Душан Матејић као Срђан (Јелин први дечко)
- Јелена Гавриловић као Кристина Мићевић Тулић Ковачевић	(Гоцина другарица са факултета, водитељка емисије “Живот пише драме”)
- Ђорђе Стојковић као Никола Џомбић (Анчин бивши дечко, у другој сезони играо шефа оркестра на “Суперстару”)
- Миљана Поповић као Дајана (Анчина колегиница у стриптиз бару са којом се виђа Машан)
- Милица Томашевић као Драгослава Бешић/Јадранка (преваранткиња која је украла Сими паре, касније директорка школе)
- Горан Јевтић као Светислав „Боб” Станковић (познати амерички редитељ)
- Сара Пејчић као Мелиса Греј (глумица и Бобова партнерка)
- Славен Дошло као Михајло Бајат (фотограф у којег се заљубила Јела)
- Андријана Оливерић као Ранка (Милетова психички болесна колегиница, заљубљена у Ивана)
- Милан Васић као лажни гроф Антон Бокаловић/Момчило Митић (грофов шофер, који се по његовом наређењу претварао да је он)
- Катарина Марковић као Слађана „Слађа” (кућна помоћница Здравковића и Милетова девојка)
- Никола Брун као Марко Савић (Ружин дечко)
- Лука Милошевић као Шиповац „Шиле” (Урошев најбољи друг)
- Павле Орлић као Окац (Урошев најбољи друг)
- Ивана Стаменковић као Маја Рашић (Ружина најбоља другарица, забављала се са Стефаном)
- Александар Чупковић као Буцало (школски силеџија, заљубљен у Мају)
- Паулина Манов као Викторија Стенвеј (Станковић) (америчка позната пијанисткиња са којом је Иван преварио Милицу)
- Нина Нешковић као Елза Димитријевић (Момчилова колегиница и касније супруга)
- Андрија Милошевић као Недељко (власник маркета “Медијус”)
- Марко Николић као Живојин Теофиловић (Миличин отац, пуковник у пензији)
- Леа Грација Матејић као Теодора (Недељкова млађа ћерка, Маркова бивша девојка)
- Исидора Симијоновић као Олгица (Недељкова старија ћерка, Чомбетова бивша вереница)
- Маја Шиповац као Љубица (Урошева разредна)
- Исидора Грађанин као Андријана (школска библиотекарка, у дилу са Драгославом)
- Милорад Радевић као тренер школске кошаркашке екипе (заљубљен у Андријану)
- Јелена Орловић као Невенка (тренер школске атлетске секције)
- Митра Младеновић као Леа (позната кореографкиња и Теодорин полтрон)
- Вања Ненадић као Маргита (Иванова адвокатица коју је ангажовала Бранислава)
- Милош Влалукин као Љубивоје (драматург аматерског позоришта)
- Јасминка Хоџић као Сојка (Слађина старија сестра, заљубљена у Машана)
- Момчило Оташевић као Ник (Анчин вереник, амерички маринац)
- Ана Сакић као Благица (Милетова аматерска глумица)
- Александар Маринковић као Зоран (Милетов аматерски глумац у позоришту)
- Бранислав Платиша као Бора (Машанов колега)
- Марко Гверо као Божидар „Божа” Ристић (Гоцин дечко, фудбалски менаџер)
- Амар Ћоровић као Споменко (аматерски глумац, заљубљен у Јелу)
- Џенифер Мартин као Лаура

## Епизоде
| Сезоне | Сезоне | Епизоде | Оригинално емитовање | Оригинално емитовање |
| Сезоне | Сезоне | Епизоде | Почетак емитовања    | Крај емитовања       |
| ------ | ------ | ------- | -------------------- | -------------------- |
|        | 1      | 13      | 25. октобар 2015.    | 24. јануар 2016.     |
|        | 2      | 12      | 6. март 2016.        | 5. јун 2016.         |
|        | 3      | 41      | 27. фебруар 2017.    | 15. јун 2017.        |
|        | 4      | 48      | 26. фебруар 2018.    | 30. мај 2018.        |

## Продукција
Иза серије „Комшије” стоје Милан и Милутин Караџић. Иако је ММ продукција најавила да ће се и наредни пројекат браће Караџић реализовати у Црној Гори, серија Комшије се реализује у Београду. Серију је снимала продуцентска кућа Visionteam у сарадњи са Радио телевизијом Србије по сценарију који је написала Мила Машовић. Серија је снимана у Новим и Старим Бановцима.